# Барон Люси
Барон Люси (англ. baron Lucy) — дворянский титул в системе пэрства Англии, существовавший в 1320—1398 годах. До этого с середины XII века существовал титул феодального барона Люси.

## История
Ранняя история титула связана с англо-нормандским родом Люси. Один из его представителей, Ричард де Люси (умер в 1179), юстициарий Англии с 1154/1179 года, за верную службу королям Стефану Блуаскому и Генриху II Плантагенету получил обширные владения, в основном, в Восточной Англии, составившие феодальную баронию Онгар (Люси). Его старший сын, Джеффри де Люси, умер раньше отца, поэтому наследником баронии стал внук, Ричард де Люси II, который умер до 1196 года, не оставив наследников.
Другим известным представителем рода был Реджинальд (Рейнольд) де Люси (умер в 1198), феодальный барон Люси из Эгремонта. Точная степень его родства с юстициарием Ричардом де Люси не установлена. Во время восстания сыновей Генриха II он в 1174 году был хранителем Ноттингемского замка. Он женился на Амабель, одной из дочерей Уильяма Фиц-Дункана, мормэра Морея, и Алисы де Румили, леди Скиптон, благодаря чему получил во владение феодальные баронии Эгремонт и Куперленд в Камберленде. Его сын и наследник, Ричард де Люси из Эгремонта (умер в 1213) от брака с Адой, дочерью Хью де Морвиля из Бруфа, оставил только двух дочерей. Его вдова вышла замуж за сэра Томаса Молтона (Мултона), выдав дочерей за двух сыновей мужа от первого брака. Один из них, Ламберт получил в приданое баронию Эгремонт, а другой, Алан — Кокермут.
Сын Алана де Мултона, Томас принял фамилию Люси. Он был крупным землевладельцем в Камберленде и Нортумберленде. Поскольку его старший сын, Томас, умер бездетным, то наследником отцовских владений стал второй сын, Энтони де Люси. Он был заметной фигурой в Северо-Западной Англии, борясь за влияние в Камберленде с Эндрю Харкли, графом Карлайла. 15 мая 1321 года Энтони получил вызов в английский парламент в качестве 1-го барона Люси из Кокермута. В 1331—1332 годах он был юстициарием Ирландии, но в 1333 году вернулся в Северную Англии, приняв участие во вторжении англичан в Шотландию. В 1335 году Энтони был назначен хранителем Берика и юстициарием той части Шотландии, которую контролировали англичане. Эти должности он занимал до 1337 года. В дальнейшем Энтони неоднократно участвовал в походах в Шотландию.
В дальнейшем титул последовательно носили сын Томас де Люси, 2-й барон Люси (умер в 1365) и внук Энтони де Люси, 3-й барон Люси. После смерти последнего в 1368 году наследницей осталась его малолетняя дочь Джоан, которая умерла в следующем году. Поэтому в 1369 году титул унаследовала Матильда де Люси, 5-я баронесса Люси. От двух браков с Гилбертом де Умфравилем, графом Ангусом, и Генри Перси, 1-м графом Нортумберлендом, детей она не оставила, поэтому после смерти Матильды в 1398 году титул барона Люси угас. Больше он не воссоздавался.

## Феодальные бароны Люси
Феодальные бароны Онгар (Люси)
- Ричард де Люси (умер 14 июля 1179), феодальный барон Онгара (Люси), главный юстициарий Англии с 1154/1155 года, шериф Эссекса и Хартфордшира[en] в 1156—1157 годах[1][2][3].
- Ричард де Люси II (умер до 1196), феодальный барон Люси с 1179 года, внук предыдущего[1][3].

Феодальные бароны Люси из Эгремонта
- Реджинальд (Рейнольд) де Люси[англ.] (умер в 1198), феодальный барон Люси из Эгремонта[1][3][4].
- Ричард де Люси из Эгремонта[англ.] (умер в 1213), феодальный барон Люси из Эгремонта с 1198 года[1][3][4].

Феодальные бароны Люси из Кокермута
- Томас де Мелтон (де Люси) (умер в 1305), феодальный барон Люси из Кокермута[1][3][4][5].
- Томас де Люси (умер в 1308), феодальный барон Люси из Кокермута с 1305 года[1][3][4][5].

## Бароны Люси из Кокермута (креация 1320 года)
- 1320—1343: Энтони де Люси (около 1283 — до 10 июня 1343), феодальный барон Люси из Кокермута с 1308 года, 1-й барон Люси из Кокермута с 1320 года, шериф Камберленда в 1318—1319 и 1338—1341 годах, юстициарий Ирландии в 1331—1332 годах, хранитель Берика и юстициарий Шотландии в 1335—1337 годах[1][5][3][4].
- 1343—1365: Томас де Люси (умер 5 декабря 1365), 2-й барон Люси из Кокермута с 1343 года, сын предыдущего[1][3][4].
- 1365—1368: Энтони де Люси (1340/1341 — 19 августа или 16 сентября 1368), 3-й барон Люси из Кокермута с 1365 года, сын предыдущего[1][3][4].
- 1368—1369: Джоан де Люси (1366 — 30 сентября 1369), 4-я баронесса Люси из Кокермута с 1368 года, дочь предыдущего[1][3][4].
- 1369—1398: Матильда де Люси (умерла 18 декабря 1398), 5-я баронесса Люси из Кокермута с 1369 года[1][3][4].
1-й муж: Гилберт де Умфравиль (около 1310 — 6 января 1381), 3-й граф Ангус с 1325 года, барон Кайм с 1338 года, барон Люси с 1369 года[1].
2-й муж: с 1381 Генри Перси (10 ноября 1341 — 19 февраля 1408), 4-й барон Перси из Алника с 1368 года, 1-й граф Нортумберленд с 1377 года, лорд острова Мэн с 1399 года, лорд-маршал Англии в 1377—1403 годах, барон Люси в 1381—1398 годах[1][6].